# Kormannshausen
Kormannshausen ist eine Ortschaft in Hückeswagen im Oberbergischen Kreis im Regierungsbezirk Köln in Nordrhein-Westfalen (Deutschland).

## Lage und Beschreibung
Kormannshausen liegt im nördlichen Hückeswagen nahe der Wuppertalsperre an der Kreisstraße K11. Nachbarorte sind Oberhombrechen, Mittelhombrechen, Niederhombrechen, Mitberg, Neukretze, Karrenstein, Böckel und Wüste.
Der Leiverbach fließt in einem tiefen Tal südwestlich von der Ortschaft zur Wuppertalsperre. Nördlich der Ortschaft entspringt der Kormannshauser Bach, südlich der Bach Kormannssiepen, beides Zuflüsse des Leiverbachs. Das Leiverbachtal, seine Nebenbäche und Talhänge bis hinab zur Wuppertalsperre sind als Naturschutzgebiet ausgewiesen.

## Geschichte
1484 wurde der Ort das erste Mal in Kirchenrechnungen urkundlich erwähnt. Schreibweise der Erstnennung: Koermanshus. Die Karte Topographia Ducatus Montani aus dem Jahre 1715 zeigt den Hof als Kermeshusen. Im 18. Jahrhundert gehörte der Ort zum bergischen Amt Bornefeld-Hückeswagen.
Die historische Bausubstanz besteht aus dem Wohnhaus (Nr. 1), das bis in die 1. Hälfte des 19. Jahrhunderts zurück datiert und den beiden Hofstellen (Nr. 4 und 6). In beiden Hofstellen wurden Bruchstein-Gewölbekeller und alte Brunnenschächte entdeckt, die bis zu 16 m bzw. 12 m tief reichen. Das Anfang des 19. Jh. errichtete 2-geschossige Fachwerkgebäude Nr. 4 ist in der Liste der Baudenkmäler in Hückeswagen verzeichnet.
1815/16 lebten 18 Einwohner im Ort. 1832 gehörte Kormannshausen der Herdingsfelder Honschaft an, die ein Teil der Hückeswagener Außenbürgerschaft innerhalb der Bürgermeisterei Hückeswagen war. Der laut der Statistik und Topographie des Regierungsbezirks Düsseldorf als Weiler kategorisierte Ort besaß zu dieser Zeit drei Wohnhäuser und fünf landwirtschaftliche Gebäude. Zu dieser Zeit lebten 21 Einwohner im Ort, allesamt evangelischen Glaubens.
Im Gemeindelexikon für die Provinz Rheinland werden 1885 sieben Wohnhäuser mit 53 Einwohnern angegeben. Der Ort gehörte zu dieser Zeit zur Landgemeinde Neuhückeswagen innerhalb des Kreises Lennep. 1895 besitzt der Ort vier Wohnhäuser mit 34 Einwohnern, 1905 drei Wohnhäuser und 33 Einwohner.
Der auf dem Bild rechts im Jahre 2003 noch vorhandene Transformatorenturm existiert heute nicht mehr.

## Wander- und Radwege
Folgende Wanderwege führen durch den Ort:
- Der Ortsrundwanderweg A10

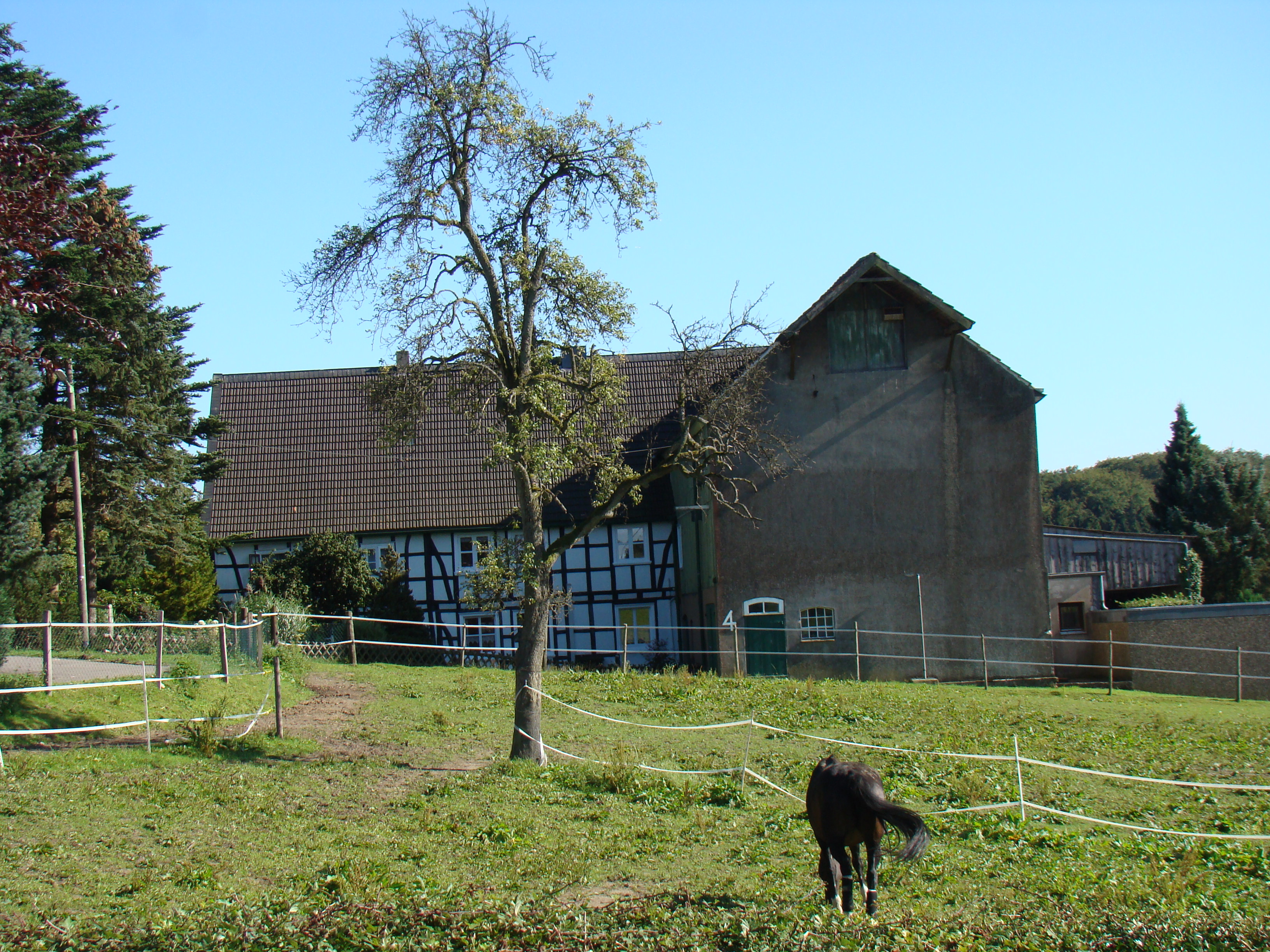
Baudenkmal (19. Jh.) Kormannshausen 4
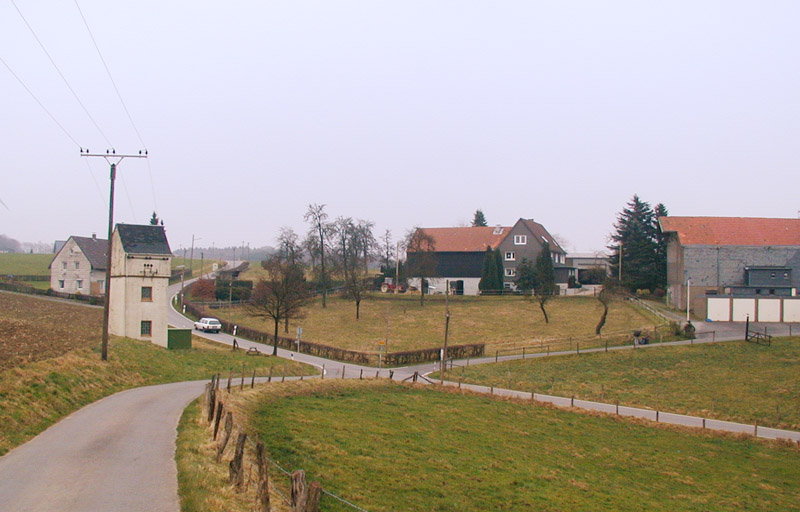
Ortsansicht von Kormannshausen
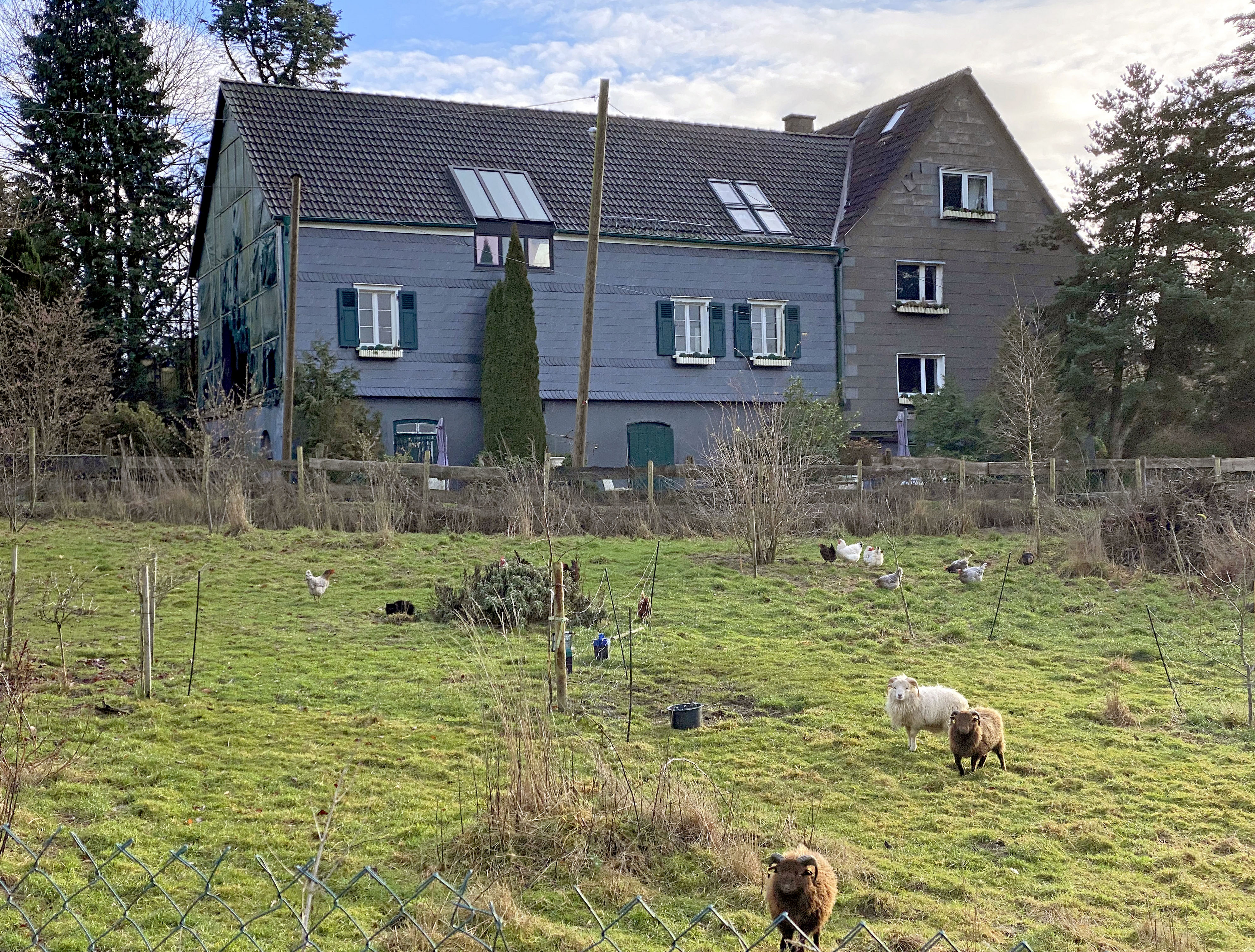
Zwergschafe- u. Hühnerhaltung / Kormannshausen 6
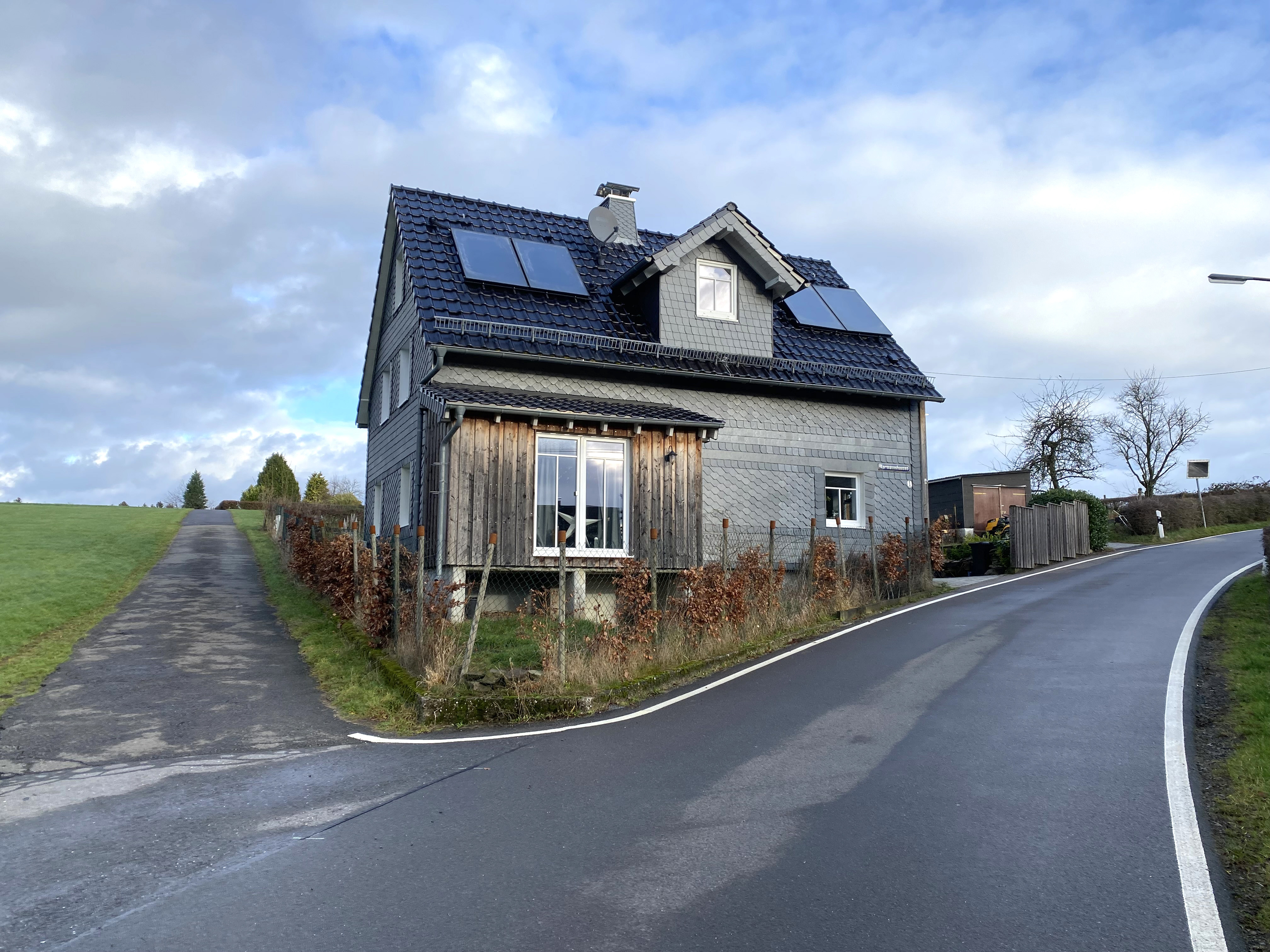
Kormannshausen 1 (19. Jh.)
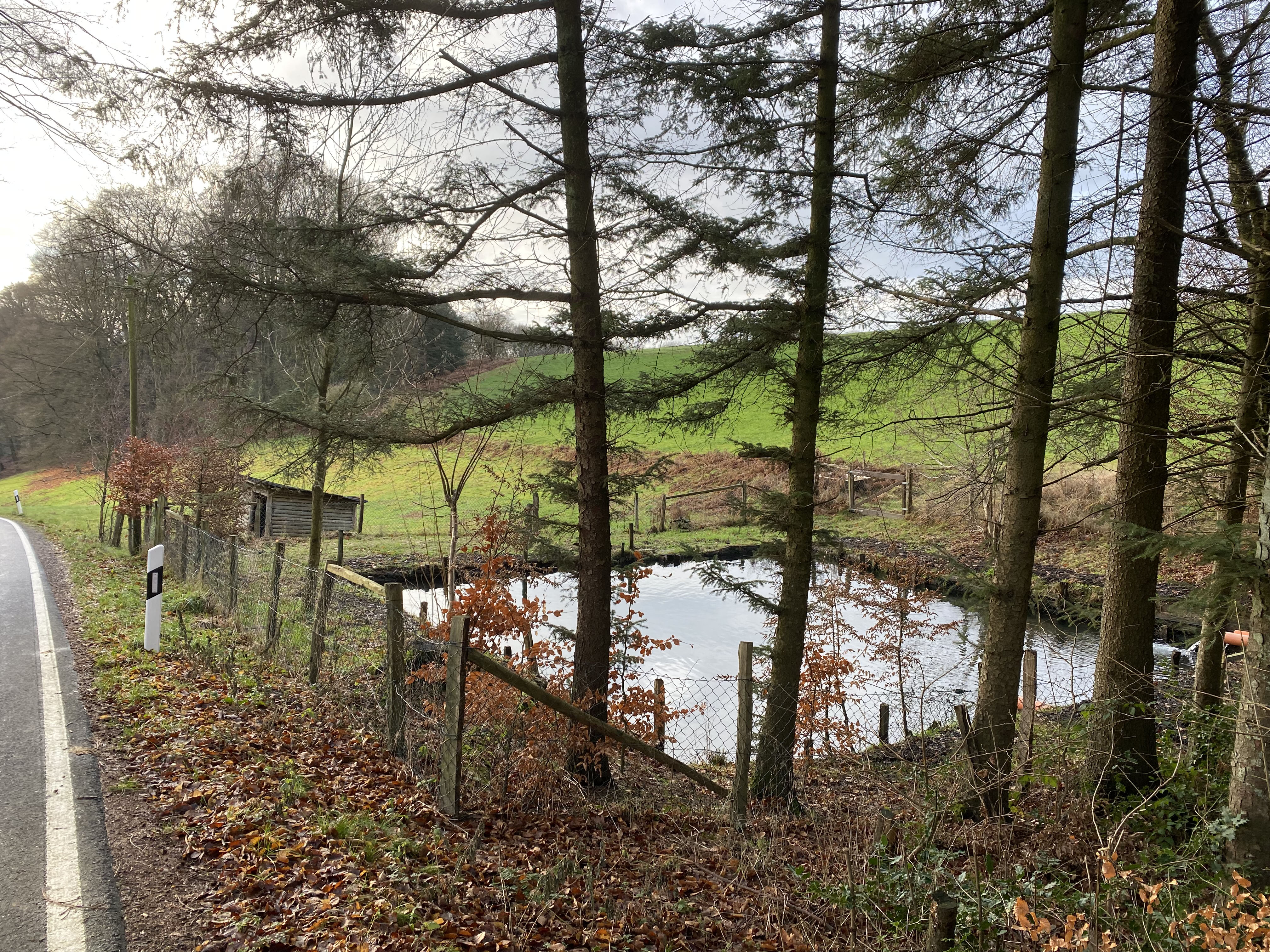
Quellteich des Kormannssiepen